# Drahenice
Drahenice (německy Drahenitz) jsou obec v okrese Příbram ve Středočeském kraji, asi 19 km jižně od Příbrami. Žije zde 161 obyvatel. 
Část obce je od roku 1995 chráněna jako vesnická památková rezervace. Západní část obce s názvem Račany je chráněná jako vesnická památková zóna.

## Historie
První písemná zmínka o obci pochází z roku 1227, kdy se okolí zdejší tvrze nacházely dvě vesnice s názvem Drahynice, později Drahenice a Draheničky. Část vsi náležela k Březnici a druhá část patřila Janu z rodu Brusů Kovařovských, který byl otcem kronikáře Bartošky z Drahonic (1390–1445). Na konci 14. století tvrz přešla do rukou Jana Šice jehož synové Jan a Albrecht se později usídlili v Zalužanech a Lazsku. O dalším majiteli tvrze se hovoří až v roce 1492, kdy patřila Václavu Drahenském z Rastel a jeho nástupci Janu Drahenskému, který okolo roku 1536 prodal dvůr a Drahenice Kerunkovi Vrabskému z Vrábí. Jeho bratr Hynek se v pozdějších zápisech nazývá pánem na Drahenicích. Roku 1552 koupil ves Malkov, kterou připojil ke svému panství. Po smrti obou bratrů, přešel majetek na syny Hynka, Jana a Viléma. Jan spravoval Drahenice již v roce 1571. V roce 1577 bratři koupili ves Uzenice a po roce 1584 si rozdělili majetek. Pánem na Drahenicích se stal mladší Vilém, který po sňatku s Evou z Předenic dokoupil chrastský dvůr a svučický a uzenecký statek. V kostele na Stražišti také nechal vybudovat hrobku Vrabských. Do držení pak dostal Drahenice jeho syn Adam Hynek, který se oženil s Eliškou Polyxenou z Kokořova a dál rozšířil majetek koupí Dešenic a Hostišovic. V roce 1638 získal povolení, aby při tvrzi vybudoval kapli.
V majetku Vrábských zůstaly Drahenice až do roku 1686, poté je Eva Marie Vrábská prodala hraběti Leopoldovi Vilémovi z Valdštejna. Poté na Drahenicích hospodařila vdova po jeho synovi, Marie Ludmila Libšteinská z Kolovrat se svým druhým manželem Janem Václavem ze Šternberka. Majetek pak přešel na její dceru provdanou za Viléma Albrechta Krakovského z Kolowrat a v další generaci pak majetek zdědila manželka hraběte Františka Antonína z Nostic, od které v roce 1795 koupil Drahenice hrabě Jan Prokop Hartmann z Klarštejna. Od roku 1870 byla majitelkou drahenického panství kněžna Anna z Lobkowicz. V roce 1919 jej převzal její syn Jan Adolf Lobkowicz, který se v roce 1938 přihlásil k české národnosti, kvůli čemuž se majetek dostal pod německou nucenou správu. Po 2. světové válce Lobkovicové opět na krátko získali správu svého majetku, který jim byl v roce 1948 znárodněn a odebrán. Po roce 1990 se v rámci restituce majetek v Drahenicích přešel na Johanesse Lobkowicze.

## Demografie

### Obyvatelé
První soupis majetku v Drahenicích vznikl po třicetileté válce. V té době se v Drahenicích nacházely 4 grunty starousedlých a jeden novousedlých. Dále pak zde sídlili „rolníci na stavení zkažení“, kteří neměli stavení, ale obdělávali pole. Byly zde i válkou zničené „pusté grunty“, chalupníci a domkáři. V roce 1713 při dalším sčítání bylo v Drahenicích 30 stavení, v roce 1771 pak 58. V roce 1918 pak měly Drahenice 88 čísel a 485 obyvatel. V roce 2007 zde bylo 96 číslech a 200 stálých obyvatel. Zhruba třetina domů v obci je využívána k rekreačním účelům.
V obci byly v roce 1932 (485 obyvatel, poštovní úřad, katol. kostel) evidovány tyto živnosti a obchody: cihelna Lobkowitz, 3 hostince, 2 kováři, 2 krejčí, mlýn Lobkowitz, 3 obuvníci, 2 řezníci, sedlář, 2 obchody se smíšeným zbožím, spořitelní a záložní spolek pro Drahenice, tesařský mistr, 2 trafiky, truhlář, velkostatek Lobkowitz.

## Obecní správa

### Části obce
- Drahenice (k. ú. Drahenice)

K obce patří také Drahenický Mlýn a Račany.
Sousedními obcemi sídla jsou Mirovice, Mišovice, Počaply, Hudčice, Koupě a Březnice.

### Územněsprávní začlenění
Dějiny územněsprávního začleňování zahrnují období od roku 1850 do současnosti. V chronologickém přehledu je uvedena územně administrativní příslušnost obce v roce, kdy ke změně došlo:
- 1850 země česká, kraj Plzeň, politický i soudní okres Březnice[6]
- 1855 země česká, kraj Písek, soudní okres Březnice
- 1868 země česká, politický okres Blatná, soudní okres Březnice
- 1939 země česká, Oberlandrat Klatovy, politický okres Blatná, soudní okres Březnice[7]
- 1942 země česká, Oberlandrat Plzeň, politický okres Strakonice, soudní okres Březnice[8]
- 1945 země česká, správní okres Blatná, soudní okres Březnice[9]
- 1949 Plzeňský kraj, okres Blatná[10]
- 1960 Středočeský kraj, okres Příbram
- 2003 Středočeský kraj, okres Příbram, obec s rozšířenou působností Příbram

### Starostové
- Tomáš Bláha (1848–1860)
- Václav Cvrk (1860–1867)
- Josef Tuháček (1867–1873)
- Josef Štván (1873–1876)
- Josef Tuháček (1876–1879)
- Václav Češka (1879–1882)
- Josef Tuháček (1882–1885)
- Jan Cvrk (1885–1888)
- Josef Tuháček (1888–1894)
- Ignác Cihla (1894–1897)
- Jan Tuháček (1897–1906)
- Jan Cvrk (1906–1910)
- Jan Zeman (1910–1913)
- Jan Tuháček (1913–1919)
- Václav Rozmajzl (1919–1931)
- Václav Rozmajzl (1931–1938)
- Václav Šmatlák (1938–?)

Předsedové Městského národního výboru:
- Václav Zeman (1948–1954)
- Jaroslav Cvrk (1954–1960)
- Ladislav Panýrek (1960–1962)
- Jan Zelenkač (1962–1968)
- Václav Habadač (1968–1971)
- František Fialač (1971–1976)
- Jiří Lev (1976–1980)

Předsedové občanského výboru:
- Václav Červenka (1980–1987)
- Ludvík Trčka (1987–1990)

Starostové obce:
- František Říha (1990–1992)
- Josef Choura (1992–1994)
- Jiří Trefný (1994–2014)
- Ing. Vladimír Becher (2014–dosud)

### Znak a vlajka
Znak a vlajku obce tvoří spojení erbovních figur starých drahenických rodů Šiců (zkřížené kratce) a Vrábských z Vrábí (zkřížené meče) s mariánskou symbolikou (lilie). Z rodových erbů byly přejaty i barvy – modrá náležela Šicům z Drahenic a červená Vrábským, kteří podle erbovníku české šlechty z konce 16. století, užívali červený štít. Znak a vlajku udělil obci Parlament České republiky 5. listopadu 2005. Byly předány předsedou poslanecké sněmovny Lubomírem Zaorálkem dne 5. prosince 2005.

### Členství ve sdruženích
Drahenice jsou členem svazku obcí Březnicko, který byl založen v roce 2003.

## Společnost

### Školství
Není známo, kdy zdejší škola vznikla. Zřejmě byla zřízena se vznikem lokálie v roce 1787, protože se v Josefínském popise obecných škol v království českém z roku 1797 připomíná i drahenická škola. Dle vyprávění byla stará škola dřevěná a nacházela se poblíž panské kovárny. Když budova sešla, byla vystavěna nová dřevěná škola v části obce „na Račanech”. Tam učil učitel, který mimo to provozoval tkalcovství. Později se učilo ve východním křídle zámku, který patřil hraběti Hartmanovi z Klarsteina. Jednalo se o prozatímní učebnu, protože se pomýšlelo na výstavbu nové školy. Poblíž hostince „U zeleného stromu” byla koupena stará chaloupka, která byla zbořena a na jejím místě byla roku 1823 nákladem občanů postavena jednopatrová budova. Jako staří učitelé jsou uváděni Strakatý, Holeček a Drábek. Jejich pořadí není známo, ale jisté je, že se sem Drábek dostal ještě před rokem 1791 a byl pravděpodobně prvním zdejším učitelem. Před rokem 1835 zde působil jako učitel Matěj Ševčík, až do roku 1851, kdy byl povolán do Černívska. Podobně to bylo i s jeho nástupci Josefem Matějkou (1851–1856) a Vojtěchem Šoplem (1856–1860), kteří také odešli do Černívska. Po nich následovali učitelé Ferdinand Pazandák (1861–1871) a Josef Šatra. Roku 1871 se stal učitelem Antonín Cvrk, který byl roku 1878 jmenován řídícím učitelem. Toho roku byla zřízena druhá třída, ale protože pro ni ve školní budově nebylo místo, byl pro ni pronajat panský domek, bývalá bednárna. V roce 1880 byla zavedena výuka ženských ručních prací. V roce 1903 byla postavena pěkná jednopatrová školní budova. Do školy v Drahenicích chodily děti z Drahenic, Draheniček a Rástel a ze samot Stranohoří, Drahenického mlýna, Cihelny a Ovčína. Ve školním roce 1913 do zdejší školy docházelo 155 dětí – 79 chlapců a 76 dívek. Provoz školy byl ukončen v roce 1973 z důvodu malého počtu dětí.

## Pamětihodnosti
- Dvoukřídlý barokní zámeček s věží, kaplí a anglickým parkem vzniklý přestavbou starší tvrze, nyní v soukromém vlastnictví, opraven a nepřístupný.
- Zachován soubor lidové architektury, od roku 1995 památková rezervace (kaplička P. Marie Sedmibolestné, kaplička sv. Jana Nepomuckého, zemědělský dvůr, venkovské usedlosti, vodní mlýn).
- Drahenický mlýn

## Doprava

### Dopravní síť
Do obce vedou silnice III. třídy. Železniční trať ani stanice či zastávka na území obce nejsou.

### Autobusová doprava 2024
Autobusovou dopravu v obci Drahenice zajišťují společnosti Arriva Střední Čechy a ČSAD AUTOBUSY České Budějovice. Obec je součástí Pražské integrované dopravy (PID). V obci se nachází zastávka Drahenice. Obcí vede autobusová linka 482, která spojuje obec s Březnicí a Příbramí a směrem na druhou stranu pokračuje přes Blatnou až do Strakonic.

## Turistika
Obcí vede cyklotrasa č. 1062 Březnice – Drahenice – Myštice – Strakonice.